# Wellington Tanque
Wellington Luís de Sousa, dit Wellington Tanque, est un footballeur brésilien né le 11 février 1988 à Ourinhos. Il évolue au poste d'attaquant.

## Biographie
Wellington Tanque joue au Brésil, en Allemagne, aux Pays-Bas et au Japon.
Il inscrit 21 buts en deuxième division japonaise lors de la saison 2014, ce qui fait de lui le deuxième meilleur buteur du championnat, derrière Masashi Oguro.

## Palmarès
- Champion des Pays-Bas en 2010 avec le FC Twente
- Champion du Japon de D2 en 2014 avec le Shonan Bellmare
- Vainqueur de la Coupe du Japon de football 2019 avec le  Vissel Kobe
- Vainqueur de la Supercoupe du Japon de football : 2020  Vissel Kobe